# Биологическая статистика
Биостатистика, или биологическая статистика (от др.-греч. βίος «жизнь» и лат. status — состояние дел) — научная отрасль на стыке биологии и вариационной статистики, связанная с разработкой и использованием статистических методов в научных исследованиях (как при планировании количественных экспериментов, так и при обработке экспериментальных данных и наблюдений) в биологии, медицине, здравоохранении и эпидемиологии.

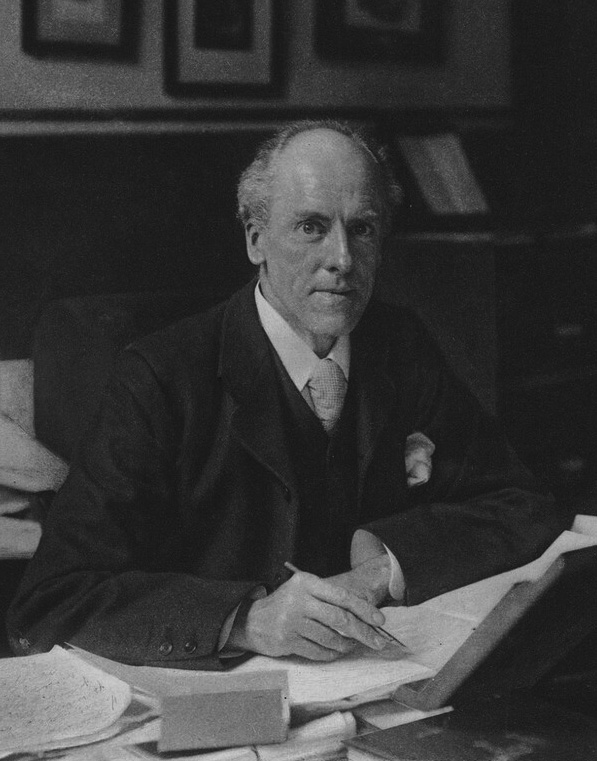
Карл Пирсон, один из основоположников биометрики

Биостатистика сложилась в XIX веке — главным образом благодаря трудам Фрэнсиса Гальтона и Карла Пирсона. В 1920—1930-х годах крупный вклад в развитие биометрии внёс Рональд Фишер.

## История
У истоков биометрии стоял Фрэнсис Гальтон (1822—1911). Первоначально Гальтон готовился стать врачом. Однако, обучаясь в Кембриджском университете, он увлекся естествознанием, метеорологией, антропологией, наследственностью и теорией эволюции. В его книге, посвященной природной наследственности, изданной в 1889 году, им впервые было введено в употребление слово biometry; в это же время он разработал основы корреляционного анализа. Гальтон заложил основы новой науки и дал ей имя.
Однако превратил её в стройную научную дисциплину математик Карл Пирсон (1857—1936). В 1884 году Пирсон получил кафедру прикладной математики в Лондонском университете, а в 1889 году познакомился с Гальтоном и его работами. Большую роль в жизни Пирсона сыграл зоолог Уолтер Уэлдон. Помогая ему в анализе реальных зоологических данных, Пирсон ввёл в 1893 г. понятие среднего квадратического отклонения и коэффициента вариации. Пытаясь математически оформить теорию наследственности Гальтона, Пирсон в 1898 г. разработал основы множественной регрессии. В 1903 г. Пирсон разработал основы теории сопряженности признаков, а в 1905 г. опубликовал основы нелинейной корреляции и регрессии.
Следующий этап развития биометрии связан с именем великого английского статистика Рональда Фишера (1890—1962). Во время обучения в Кембриджском университете Фишер познакомился с трудами Грегора Менделя и Карла Пирсона. В 1913—1915 годах Фишер работал статистиком на одном из предприятий, а в 1915—1919 годах преподавал физику и математику в средней школе. С 1919 по 1933 год Фишер работал статистиком на опытной сельскохозяйственной станции в Ротамстеде. Затем, по 1943 год, Фишер занимал должность профессора в Лондонском университете, а с 1943 года по 1957 год заведовал кафедрой генетики в Кембридже. За эти годы им были разработаны теория выборочных распределений, методы дисперсионного и дискриминантного анализа, теории планирования экспериментов, метод максимального правдоподобия и многое другое, что составляет основу современной прикладной статистики и математической генетики.

## Программное обеспечение
Для статистического анализа биомедицинских данных могут быть использованы как стандартные коммерческие статистические пакеты (например, SPSS, STATISTICA, MedCalc и др.), так и бесплатное программное обеспечение (например, PAST, пакет R, Hierarchical Clustering Explorer, Dendroscpe и др.).

## Журналы по биометрике
- Журнал Биометрика (доступен онлайн)
- Журнал Biometrika (на английском языке)